# 水社寮駅
水社寮駅（すいしゃりょうえき）は、台湾嘉義県竹崎郷にある阿里山森林鉄路阿里山線の駅。
Ω型の線形上、標高1,186メートル地点に無人駅があり、駅前後で180度景色が変わる様子が体験できる。駅舎は現在蝙蝠の生態を学ぶための展示施設として再利用されている。また、周辺は蛍の棲息地として知られ、夜間には線路上でも蛍光を見ることができる。

## 駅名
付近は古くから水車での水利が行われていたことで台湾語で水車寮（tsuí-tshia-liâu）と呼ばれていたが、日治時代に発音が近い「水社寮」に改められ、それが定着した。

## 駅構造
単式ホーム1面と本線と副本線の間に島式ホーム1面が組み合わされた2面2線の地上駅

## 駅周辺
小規模の民家、民宿がある。
- 水社寮蝙蝠生態教育解説站 - 当路線の旧33号廃トンネル内に設置したピンホールカメラからの映像で蝙蝠の生態を見学できる。
- 水社寮駅桟（民宿）

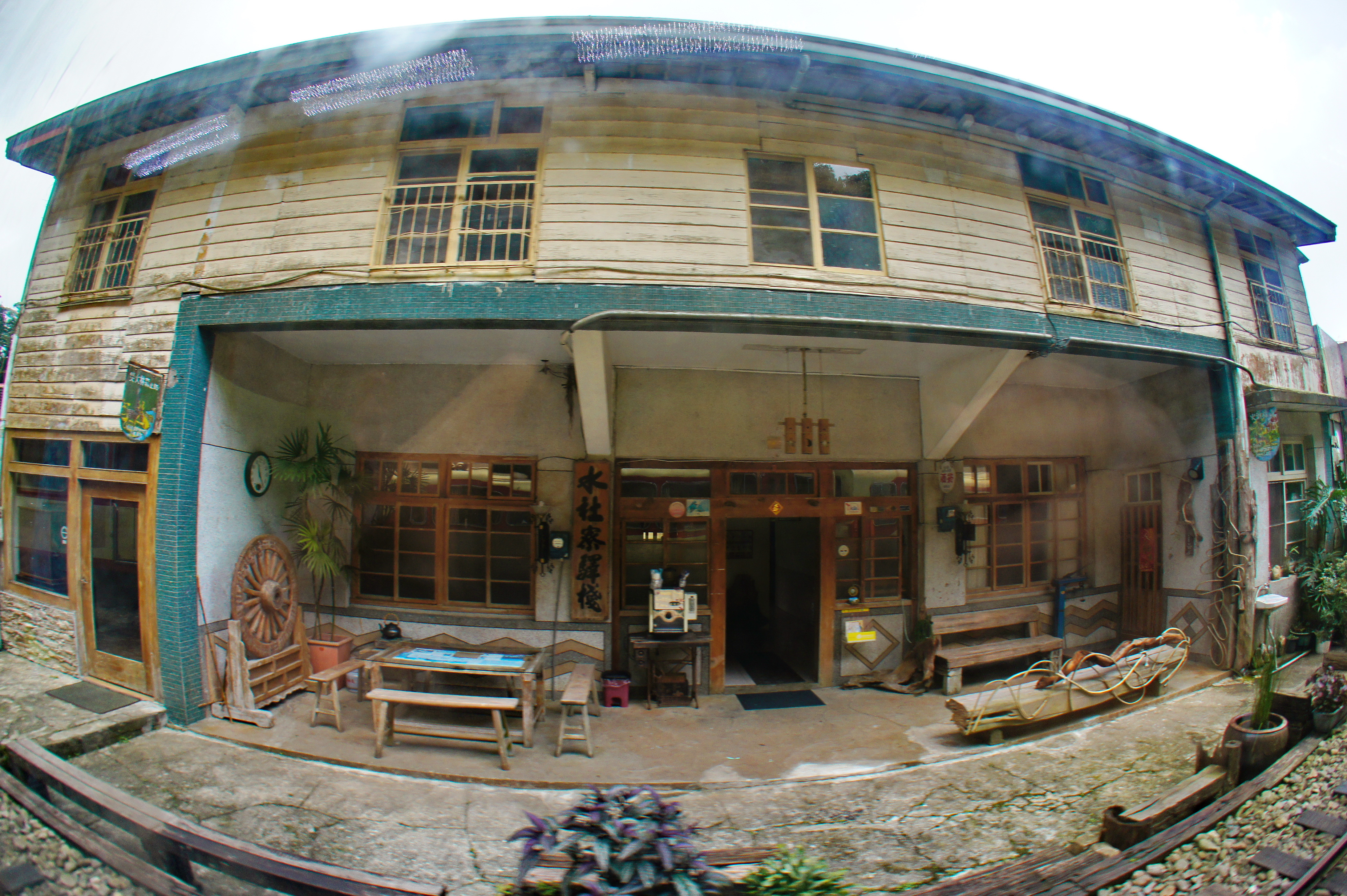
水社寮駅桟

## 歴史
- 1910年10月1日 - 開業。
- 1990年代 - 無人称呼駅になる。

## 画像

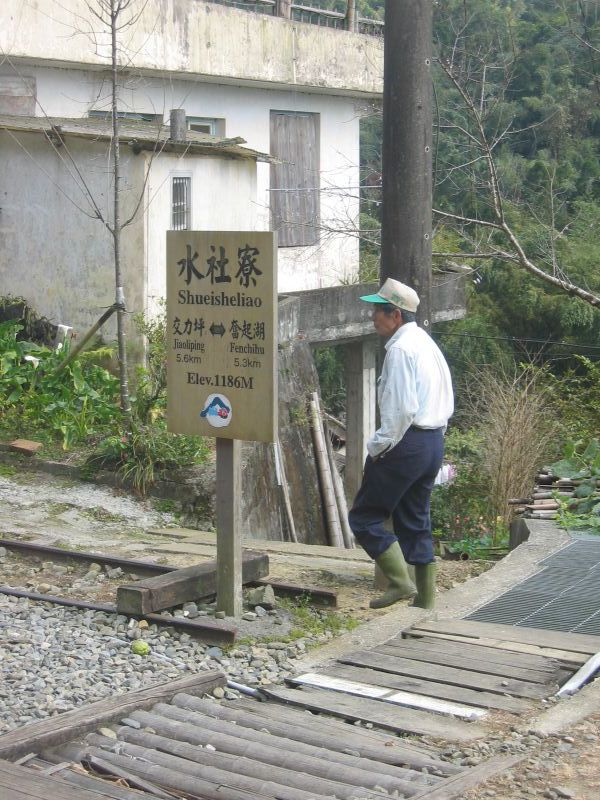
駅名標
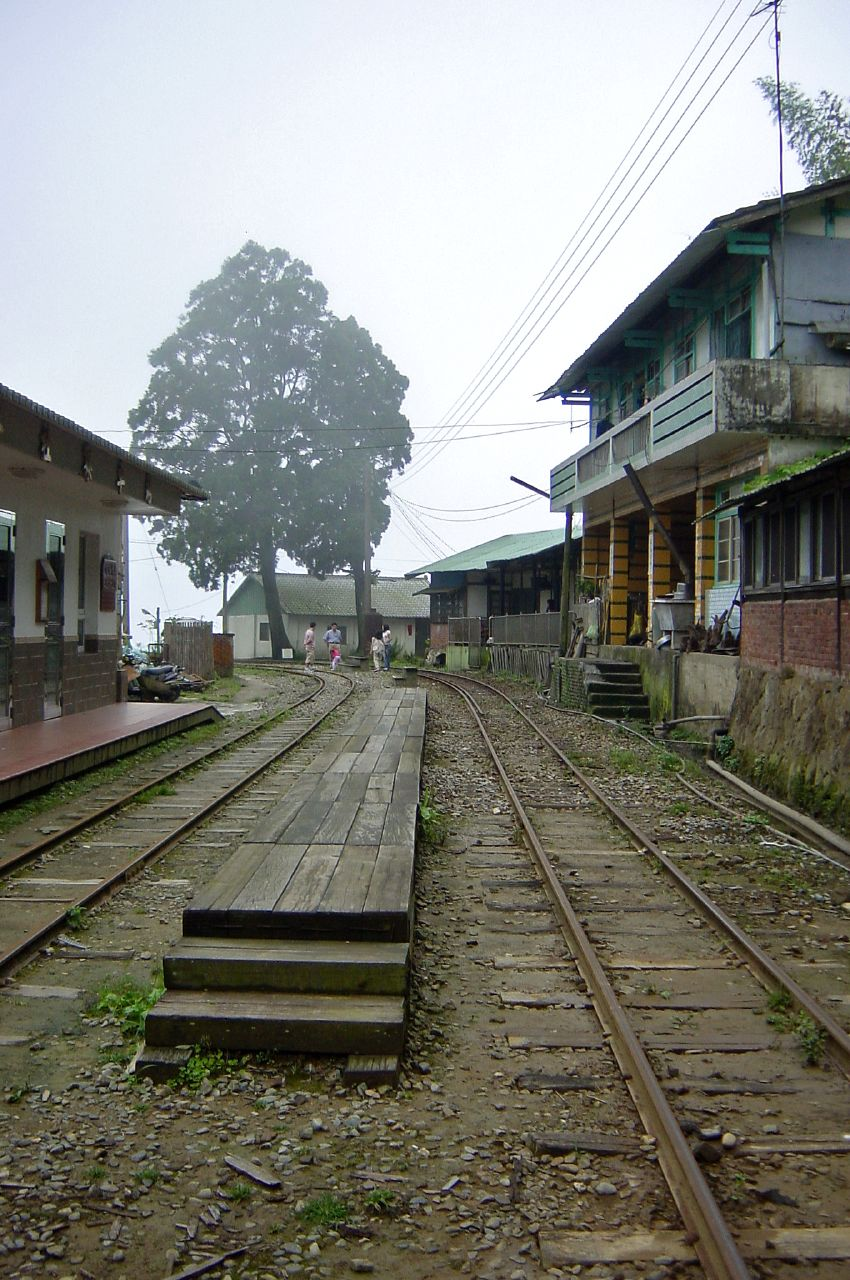
ホーム
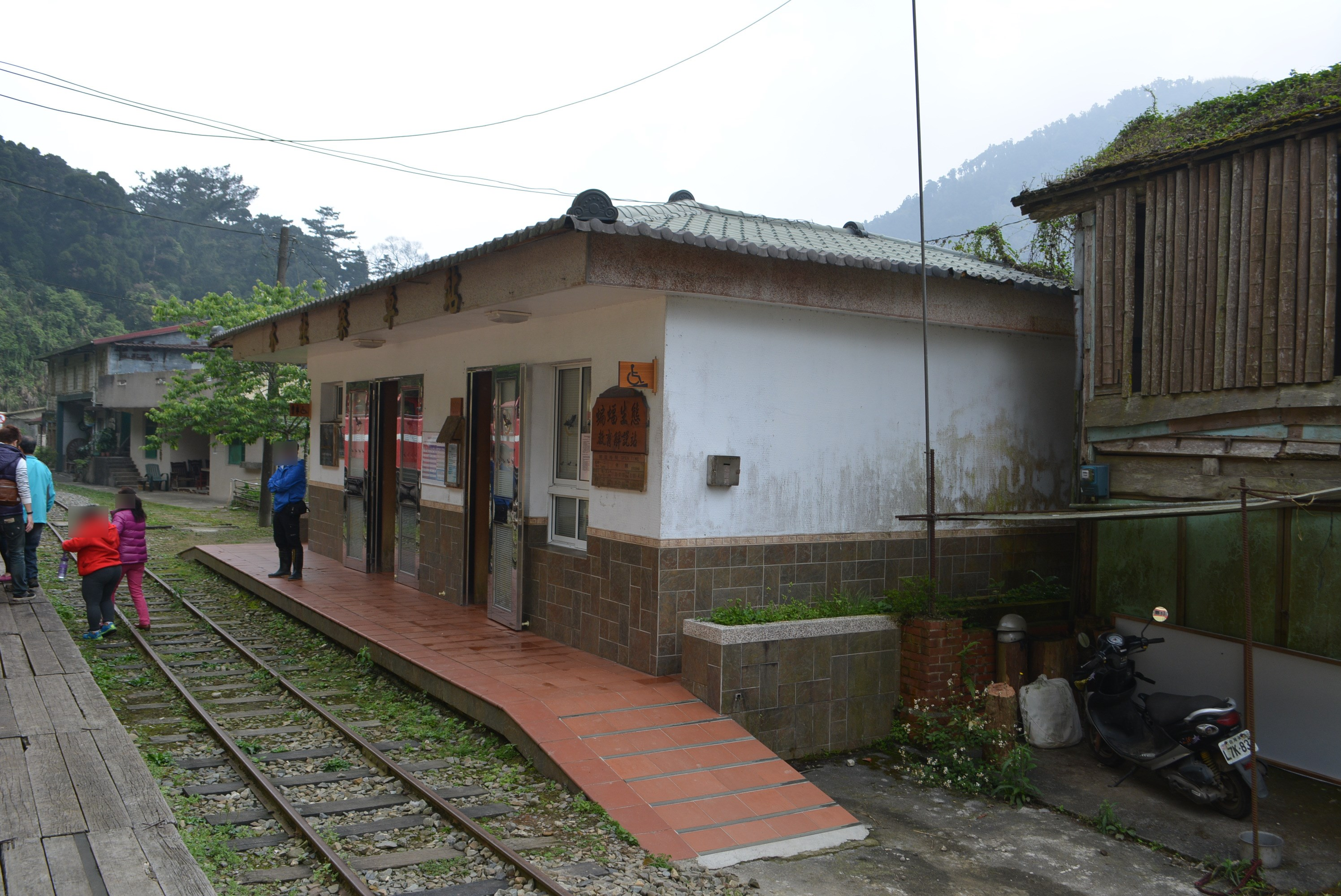
駅舎
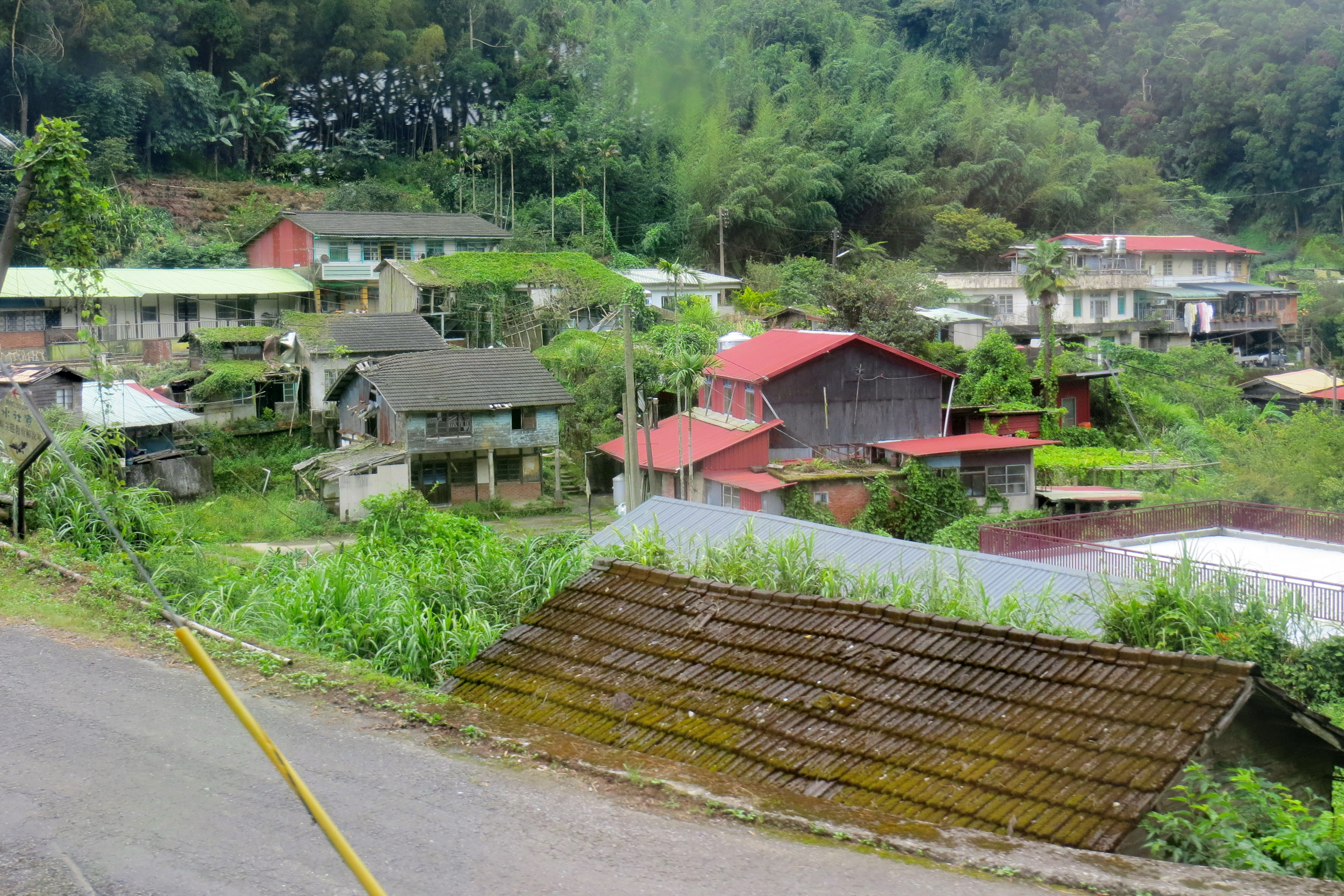
駅周辺

## 隣の駅
阿里山森林鉄路
■阿里山線
交力坪駅 - 水社寮駅  - 奮起湖駅